# Гетеродоксія
Гетеродоксія (дав.-гр. héteros, «інший, інший, відмінний» + dóxa, «народна думка») — термін в богослов'ї, який описує інакомислення або відхилення від встановленої догми релігії. Він також охоплює доктрину або точку зору, яка суперечить панівним віруванням групи (які формують догму, статус-кво або ортодоксальну позицію). Така незгода може розглядатися як єретична, особлива, незвична або навіть неприйнятна і не схвалювана більшістю.
Зазначений термін різні церкви визначають по-різному. Наприклад, в апостольських церквах (православна церква, римо-католицька церква, Церква Сходу, англіканська церква та Східні православні церкви) гетеродоксія може описувати вірування, які відрізняються від строго ортодоксальних поглядів, але не є ні формальною, ні матеріальною єрессю.
У нетолерантних суспільствах з меншою свободою совісті, де існують обов'язкові думки чи догми, гетеродоксальність карається, а тих, хто її дотримується, зневажають, змушують замовкнути, маргіналізують, виганяють із суспільства або до певної міри відкрито ліквідують. На думку соціолога Зигмунта Баумана, це відбувається частіше в так званих «культивованих» або садівничих культурах, і тактика, що використовується, є такою:
- Еміграційна стратегія: Відокремлення інших шляхом їх виключення.
- Фагічна стратегія: Асиміляція іншого шляхом позбавлення його інакшості.
- Невидимість іншого, щоб змусити його зникнути з власної ментальної карти.

З іншого боку, в соціології гетеродоксія стає збагачуючим, динамічним і оновлюючим фактором суспільства і має конструктивну цінність, відмінну від простої аномії, яка представляє деструктивний аспект гетеродоксії, перешкоджаючи досягненню консенсусу, управлінню і соціальній згуртованості.

## Християнство

### Російське православ'я
У російському православному богослов'ї та офіційних внутрішніх документах Російської православної церкви використовується термін «інослав'я», який позначає гетеродоксію та вживається для опису християнських течій (церков), які відрізняються від православ'я і не підтримують церковний зв'язок з православною спільнотою, але вірять у Святу Трійцю та Ісуса Христа як Сина Божого і мають хоча б часткову генеалогічну спадкоємність з ранньою, нерозділеною церквою. Це включає Ассирійську церкву Сходу, дохалкідонські церкви, такі як Коптська, Вірменська, Сирійська православна церква, Ефіопська, Малабарська, Римсько-католицька церква, а також протестантизм (у тому числі лютеранство, кальвінізм, пресвітеріанство, конгрегаціоналізм), англіканство, методизм, баптизм і консервативні напрямки євангельського християнства.

### Римо-католицизм
Гетеродоксія в римо-католицькій церкві належить до поглядів, які відрізняються від строго ортодоксальних переконань, але зберігають достатню вірність оригінальній доктрині, щоб уникнути єресі. Багато римо-католиків сповідують деякі гетеродоксальні погляди, як на доктринальні, так і на соціальні питання.